# Viru-Jaagupi
Viru-Jaagupi är en ort i Estland. Den ligger i Vinni kommun och landskapet Lääne-Virumaa, i den centrala delen av landet, 100 km öster om huvudstaden Tallinn. Viru-Jaagupi ligger 111 meter över havet och antalet invånare är 376.
Terrängen runt Viru-Jaagupi är platt. Runt Viru-Jaagupi är det glesbefolkat, med 9 invånare per kvadratkilometer. Närmaste större samhälle är Rakvere, 13,4 km nordväst om Viru-Jaagupi. I omgivningarna runt Viru-Jaagupi växer i huvudsak blandskog.